# Список найдавніших міст світу з безперервним поселенням
Це список міст, які залишаються безперервно заселеними від найдавніших часів дотепер. Їх справжній вік зазвичай є предметом обговорення через різницю у визначенні поняття місто. Кілька міст з цього списку претендують на звання найдавніших: Єрихон, Дамаск, Бібл. Підстави для цього наведено в розділі «примітки». Переважно ці міста були безперервно заселеними починаючи з мідної доби, хоча поселення міського типу існували на їх території і в епоху неоліту. 
| Назва                      | Регіон            | Розташування                | Безперервно заселене з                          | Примітки |
| -------------------------- | ----------------- | --------------------------- | ----------------------------------------------- | --- |
| Єрихон                     | Левант            | Західний берег річки Йордан | Енеоліт (не пізніше ніж 3000 р до н. е.)        | Сліди поселень від 9 тисячоліття до н. е. Найдавніші міські укріплення побудовані не пізніше ніж 6800 р до н. е. Місто кілька разів залишали його мешканці, після чого відбудовували заново |
| Дамаск                     | Левант            | Сирія                       | Енеоліт                                         | Розкопки в передмісті Тель-Рамаді показують, що Дамаск був населений уже в 10 — 8 тисячоліттях до н. е. Однак він не був важливим містом до навали арамеїв близько 1400 р до н. е.          |
| Бібл                       | Левант            | Ліван                       | Енеоліт (бл. 5000 р до н. е.).                  | Був населений уже в неоліті, з 7 тисячоліття до н. е., стало містом з 3 тисячоліття до н. е. Вважалось найдавнішим містом в античному світі.                                                |
| Сузи                       | Елам              | Хузестан, Іран              | Енеоліт (бл. 4200 р до н. е.) дата оскаржується | Був населений близько 5500 р до н. е. |
| Сідон                      | Левант            | Ліван                       | 4000 р до н. е.                                 | Можливо, був населений у 6 — 4 тисячоліттях до н. е. |
| Фаюм (грец. Крокодилополь) | Єгипет            | Єгипет                      | бл. 4000 р до н. е.                             | |
| Пловдив                    | Фракія            | Болгарія                    | бл. 4000 г до н. е.                             | |
| Ґазіантеп                  | Анатолія          | Туреччина                   | бл. 3650 р до н. е. дата оскаржується           | Gaziantep [Архівовано 8 грудня 2017 у Wayback Machine.] |
| Бейрут                     | Левант            | Ліван                       | 3000 р до н. е.                                 | |
| Єрусалим                   | Левант            | Ізраїль                     | 2800 р до н. е.                                 | |
| Тір                        | Левант            | Ліван                       | 2750 г до н. е.                                 | |
| Ербіль                     | Межиріччя         | Курдистан, Ірак             | не пізніше ніж 2300 р до н. е.                  | |
| Кіркук (Арраф)             | Межиріччя         | Ірак                        | 3000 — 2200 р до н. е.                          | |
| Яффа                       | Левант            | Ізраїль                     | бл. 2000 р до н. е.                             | Ранні поселення від 7500 р до н. е.. |
| Алеппо                     | Левант            | Сирія                       | бл. 2000 р до н. е.                             | Ранні поселення від 5000 р до н. е. |
| Мантуя                     | Долина річки По   | Ломбардія, Італія           | бл. 2000 р до н. е.                             | Стало містом етрусків у VI ст. до н. е. |
| Балх (Бактра)              | Бактрія           | Афганістан                  | бл. 1500 г до н. е.                             | Одне з найдавніших поселень регіону |
| Фіви                       | Стародавня Греція | Беотія, Греція              | бл. 1400 р до н. е.                             | Мікенська цивілізація |
| Афіни                      | Стародавня Греція | Аттика, Греція              | бл. 1400 г до н. е.                             | Мікенська цивілізація |